# Esprit (Schiff)
Die Esprit ist ein 2010 in Dienst gestelltes Flusskreuzfahrtschiff der Schweizer Reederei Scylla, das in Charter vom amerikanischen Reiseveranstalter Tauck Tours auf Donau, Rhein, Main und Mosel eingesetzt wird. Das Schiff war von 2010 bis 2014 unter dem Namen Vista Prima für den deutschen Veranstalter 1AVista Reisen im Einsatz.

## Geschichte

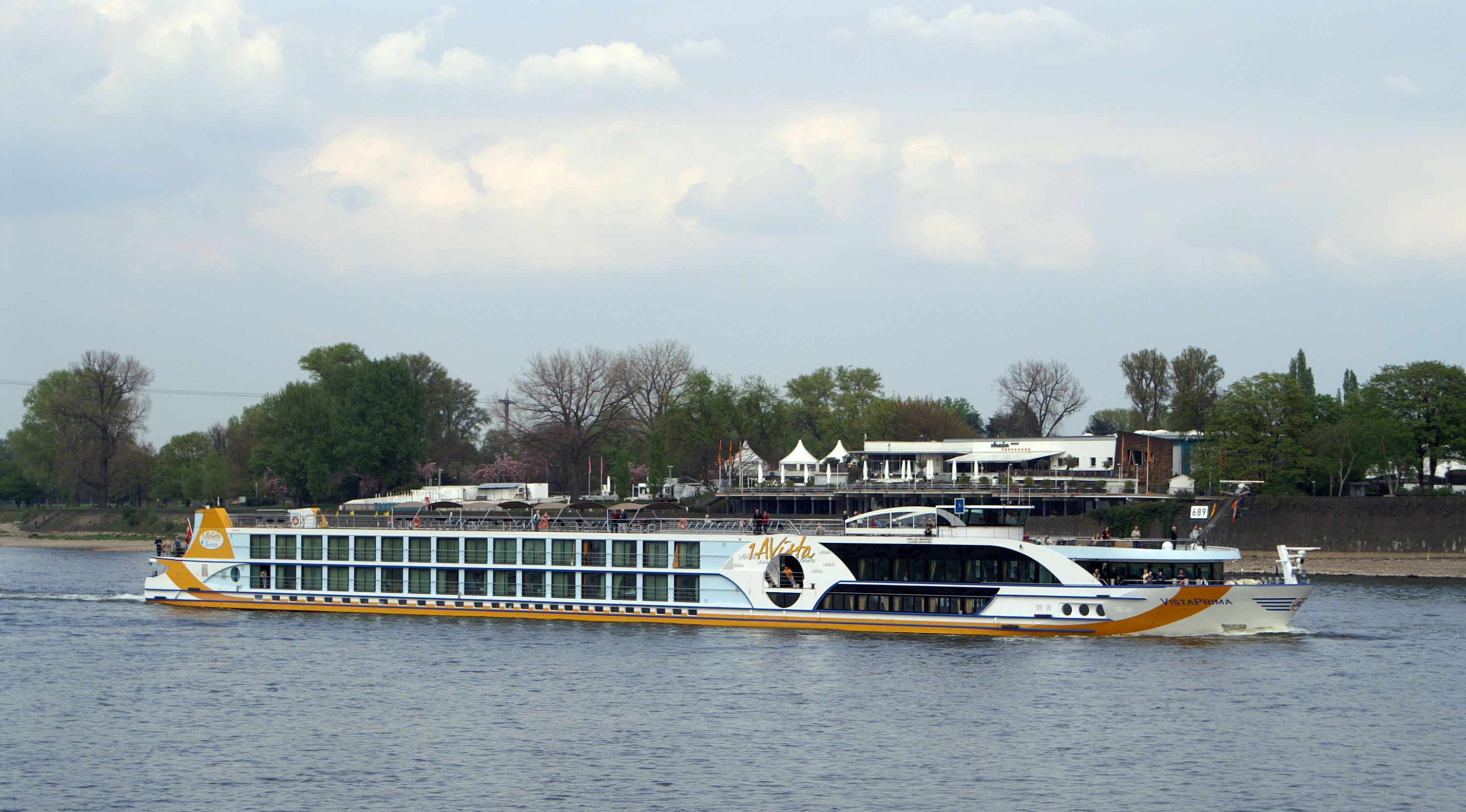
Als Vista Prima in Köln

Der auf der Shipyard Vahali in Belgrad fertiggestellte Schiffsrumpf der Vista Prima wurde vom 21. Mai bis Ende Juni 2009 vom Tankmotorschiff Michael und vom Schubboot Magdalena zur Vahali-Hauptwerft in Gendt überführt. Dort wurden die Schiffsanbauten, Maschinen und die Ruderanlage montiert. Der Innenausbau von der Scheepstimmerbedrijf Da-Capo in Hardinxveld-Giessendam ausgeführt. Die Scylla AG registrierte das Schiff am 16. März 2010 unter der ENI-Nr. 07001923 im Schiffsregisteramt Basel. Drei Wochen später wurde Vista Prima an die UBS Leasing Zürich verkauft und gleichzeitig ein Leasingvertrag für das Schiff geschlossen. Sie erhielt eine Lackierung in den Farben des Charterers 1AVista-Reisen aus Köln in weiß und gelb. Das Schiff wurde am 21. Mai 2010 in Köln getauft. Taufpaten waren mehrere Kinder die zu diesem Zeitpunkt in heilpädagogischen Wohngruppen der Schulte-Schmelter Stiftung lebten. Die dreitägige Jungfernfahrt auf dem Niederrhein von Köln nach Xanten und zurück begann am Folgetag. Nachdem der vierjährige Zeitcharter mit dem Kölner Reiseveranstalter ausgelaufen war, wurde ab 2015 ein Vertrag mit dem amerikanischen Reiseveranstalter Tauck Tours, geschlossen, der bereits mehrere andere Schiffe der Reederei angemietet hatte. Das Schiff wurde nach den Maßgaben des neuen Chartnehmehrs umgebaut, erhielt eine neue Lackierung in grün und weiß und wurde in Esprit umbenannt. Die Kabinenanzahl wurde dabei von 71 auf 59 reduziert.

## Ausstattung und Technik

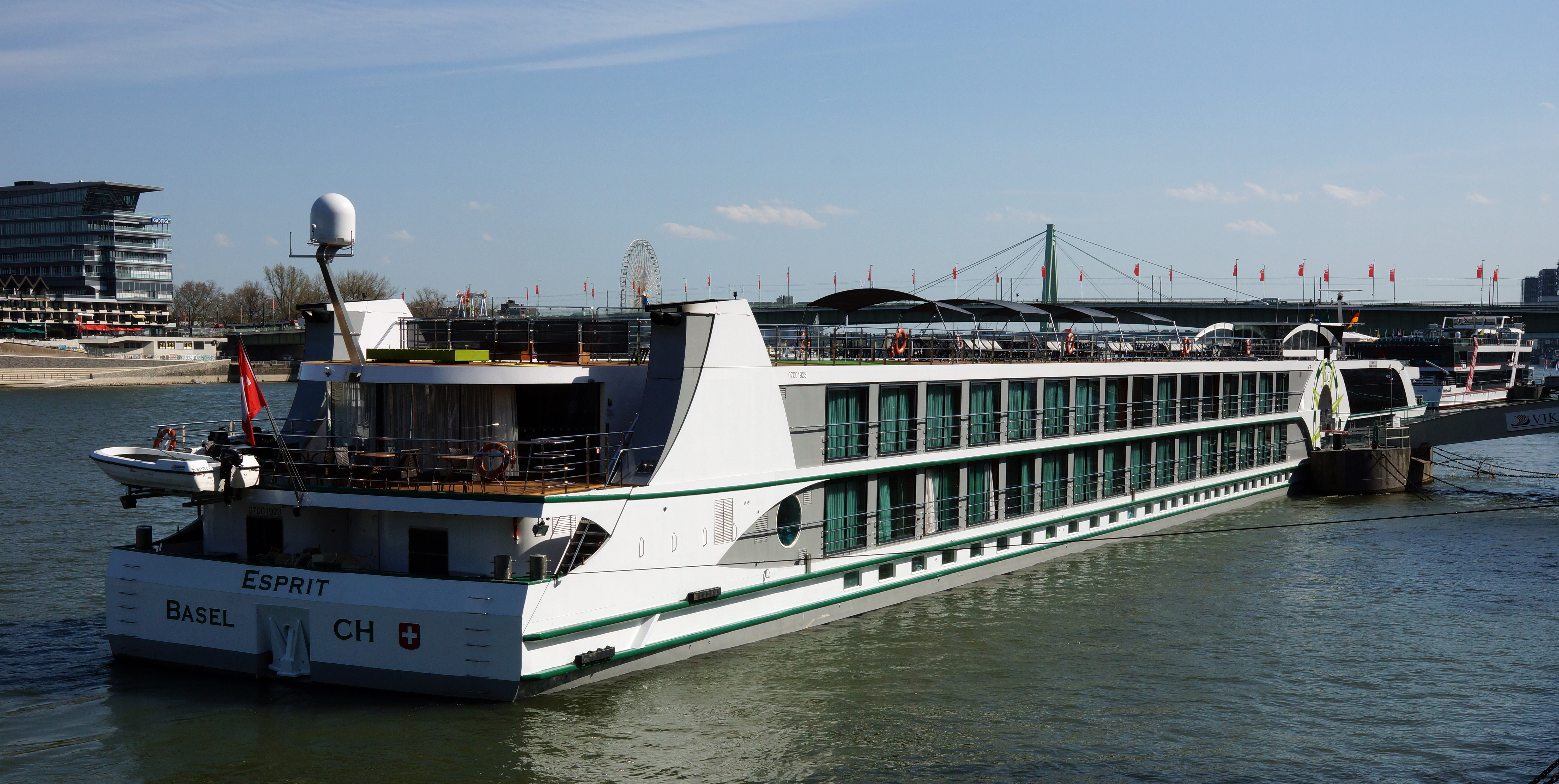
Heckansicht

Die Esprit ist ein Dreideck-Kabinenschiff der 5-Sterne-Kategorie mit 38 Doppelkabinen mit 14 bis 15 m² Raumfläche, sieben 18 m² große Kabinen und 14 Suiten die 28 m² groß sind. Die Kabinen sind klimatisiert und jeweils mit Dusche, Toilette, Fernsehgerät, Telefon und Safe ausgestattet. Die Kabinen auf dem Mittel- und Oberdeck verfügen über einen französischen Balkon. Die Kabinen für die 36-köpfige Mannschaft befinden sich im hinteren Bereich des Unterdecks. Neben der im Oberdeck in vorderen Mittelschiff liegenden Eingangshalle mit Rezeption, Schiffsboutique und Ausflugsbüro befindet sich der Panoramasalon mit Bar. Achtern liegt die Lido-Bar mit Aussenterrasse. Das Panoramarestaurant liegt auf dem Hauptdeck. Im Wellnessbereich im Unterdeck stehen den Fahrgästen eine Sauna, ein Solarium sowie ein Dampfbad zur Verfügung. Das Sonnendeck ist mit Whirlpool, Liegestühlen und mittels Sonnensegeln schützbaren Sitzgruppen ausgestattet. Haupt- und Oberdeck sind mit einem Aufzug verbunden.
Sie wird von zwei 8-Zylinder-Dieselmotoren à 783 kW des Typs Caterpillar 3508 C über zwei kontrarotierende Ruderpropeller vom Typ Veth-Z-Drive 800A-CR angetrieben, zusätzlich verfügt das Schiff über eine Bugstrahlanlage Veth-Jet vom Typ CJ 1000V, die von einem 250 kW starken Elektromotor angetrieben wird. Die Stromversorgung an Bord wird im Hafen- und Fahrbetrieb durch drei Dieselgeneratoren Caterpillar C18 sichergestellt. Als Notstromgenerator ist ein  Caterpillar C4.4 eingebaut.